# Odol pregunta
Odol pregunta fue un programa de entretenimiento de la televisión argentina, un concurso de preguntas y respuestas sobre temas específicos.
En sus veinticuatro temporadas, desde 1956 hasta 1980, fue conducido por Ignacio de Soroa, Carlos D'Agostino, Augusto Bonardo, Blackie, Jorge Paz, Pipo Mancera, Silvio Soldán, Antonio Carrizo, Héctor Larrea y Cacho Fontana.
De los 442 concursantes que pasaron por el programa solo 66 resultaron ganadores, entre ellos, Claudio María Domínguez, que ganó contestando sobre mitología griega y romana; Alba Mujica ganadora con vida y obra de Sarah Bernhardt; Aníbal Troilo contestando sobre el club de fútbol River Plate; y Oscar del Priore, respondiendo sobre tango.
El programa ganó el premio Martín Fierro en 1966 y 1967.